# D3O
D3O är en svensk musikproducerande duo som består av Daniel Caesar och Ludwig Lindell.

## Diskografi

### 2013
Från VIXXs "Hyde"
- "Hyde" Skriven och producerad av D3O

Från 4Minutes "Name Is 4Minute"
- "Whatever" Skriven av D3O

Från Shinwhas "The Classic"
- "Scarface" Skriven och producerad av D3O